# Hypsicera fulviceps
Hypsicera fulviceps là một loài tò vò trong họ Ichneumonidae.